# Plaine des Remparts
La plaine des Remparts est un plateau des Hauts de l'île de La Réunion, département d'outre-mer français dans l'océan Indien. Elle relève du massif du Piton de la Fournaise.
Située à l'extrémité nord du territoire communal de Saint-Joseph, elle est délimitée à l'ouest par les falaises creusées par les affluents de la rivière des Remparts et à l'est par la plaine des Sables, qu'elle surplombe du haut du rempart des Sables. De fait, elle s'étire en longueur sur une faible largeur entre le sommet appelé morne Langevin au sud et l'espace traversé par le sentier de grande randonnée GR R2 au nord. Ce faisant, elle conserve une altitude comprise entre 2 236 et 2 448 mètres, le point culminant étant le piton des Basaltes.
La plaine des Sables est traversée par la route forestière menant de Bourg-Murat au pas de Bellecombe-Jacob, qui passe à proximité de ses principales curiosités naturelles. Ainsi, elle double tout d'abord le cratère Commerson, un ancien cratère volcanique, puis contourne un petit cône appelé puy du Pas des Sables, qui atteint 2 354 mètres. Elle atteint ensuite le col de montagne du pas des Sables lui-même, où l'on découvre un panorama sur la plaine des Sables et ses pitons.